# Athlétisme aux Jeux africains de 2003
Navigation
Johannesburg 1999 Alger 2007
Les épreuves d'athlétisme des 8es Jeux africains ont eu lieu à Abuja au Nigeria du 11 au 16 octobre 2003, à l'Abuja Stadium.

## Nations participantes
Le nombre d'athlètes engagés est indiqué entre parenthèses.
- Algérie (18)
- Angola (2)
- Bénin (11)
- Botswana (11)
- Burkina Faso (10)
- Burundi (4)
- Cameroun (10)
- Cap-Vert (4)
- République centrafricaine (2)
- Tchad (3)
- Comores (1)
- Democratic Republic of the Congo (4)
- Égypte (11)
- Érythrée (8)
- Ethiopia (36)
- Gambie (7)
- Ghana (14)
- Guinée (2)
- Guinée-Bissau (1)
- Côte d'Ivoire (9)
- Kenya (29)
- Liberia (8)
- Libya (4)
- Lesotho (1)
- Madagascar (5)
- Malawi (7)
- Mali (9)
- Mauritanie (2)
- Maurice (7)
- Mozambique (3)
- Namibie (5)
- Niger (2)
- Nigeria (67)
- République du Congo (11)
- Rwanda (6)
- Sao Tomé-et-Principe (4)
- Sénégal (22)
- Seychelles (5)
- Sierra Leone (14)
- Afrique du Sud (40)
- Soudan (9)
- Tanzanie (5)
- Togo (4)
- Tunisie (8)
- Ouganda (7)
- Zambie (1)
- Zimbabwe (12)

## Résultats

### Hommes
| Épreuves | Or                                                                        | Or                  | Argent                                                        | Argent          | Bronze                                                                      | Bronze          |
| --- | ------------------------------------------------------------------------- | ------------------- | ------------------------------------------------------------- | --------------- | --------------------------------------------------------------------------- | --------------- |
| 100 m | Deji Aliu Nigeria                                                         | 9 s 95              | Uchenna Emedolu Nigeria                                       | 9 s 97          | Leonard Myles-Mills Ghana                                                   | 10 s 03         |
| 200 m | Uchenna Emedolu Nigeria                                                   | 20 s 42             | Frankie Fredericks Namibie                                    | 20 s 43         | Abdul Aziz Zakari Ghana                                                     | 20 s 51         |
| 400 m | Ezra Sambu Kenya                                                          | 44 s 98             | Nagmeldin Ali Abubakr Soudan                                  | 45 s 22         | Sofiane Labidi Tunisie                                                      | 45 s 42         |
| 800 m | Samwel Mwera Tanzanie                                                     | 1 min 46 s 13       | Mbulaeni Mulaudzi Afrique du Sud                              | 1 min 46 s 44   | Justus Koech Kenya                                                          | 1 min 46 s 50   |
| 1 500 m | Paul Korir Kenya                                                          | 3 min 37 s 52       | Robert Rono Kenya                                             | 3 min 38 s 13   | Benjamin Kipkurui Kenya                                                     | 3 min 38 s 94   |
| 5 000 m | Kenenisa Bekele Éthiopie                                                  | 13 min 26 s 16 (CR) | Hailu Mekonnen Éthiopie                                       | 13 min 26 s 73  | John Kibowen Kenya                                                          | 13 min 29 s 14  |
| 10 000 m | Sileshi Sihine Éthiopie                                                   | 27 min 42 s 13      | Gebregziabher Gebremariam Éthiopie                            | 27 min 43 s 12  | Dejene Berhanu Éthiopie                                                     | 27 min 47 s 19  |
| Marathon | Johannes Kekana Afrique du Sud                                            | 2 h 25 min 01 s     | Gashaw Melese Éthiopie                                        | 2 h 26 min 08 s | Gudisa Shentema Éthiopie                                                    | 2 h 27 min 39 s |
| 110 m haies | Joseph-Berlioz Randriamihaja Madagascar                                   | 13 s 77             | Todd Matthews Jouda Soudan                                    | 13 s 81         | Frikkie van Zyl Afrique du Sud                                              | 13 s 94         |
| 400 m haies | Osita Okeagu Nigeria                                                      | 50 s 25             | Victor Okorie Nigeria                                         | 50 s 36         | Ibou Faye Sénégal                                                           | 50 s 89         |
| 3 000 m steeple | Ezekiel Kemboi Kenya                                                      | 8 min 12 s 27       | Paul Kipsiele Koech Kenya                                     | 8 min 14 s 77   | Tewodros Shiferaw Éthiopie                                                  | 8 min 27 s 33   |
| 4 × 100 m | Ghana Christian Nsiah Eric Nkansah Aziz Zakari Leonard Myles-Mills        | 38 s 63             | Nigeria Aaron Egbele Tamunosiki Atodirubo Deji Musa Deji Aliu | 38 s 70         | Sénégal Oumar Loum Doudou Felou Sow Gora Diop Abdou Demba Lam               | 39 s 79         |
| 4 × 400 m | Botswana California Molefe Kagiso Kilego Oganeditse Moseki Johnson Kubisa | 3 min 02 s 24 (NR)  | Nigeria Abayomi Agunbiade James Godday Bolaji Lawal Musa Audu | 3 min 04 s 49   | Zimbabwe Crispen Mutakanyi Godwin Tauya Temba Ncube Talkmore Young Nyongani | 3 min 05 s 62   |
| 20 km marche | Hatem Ghoula Tunisie                                                      | 1 h 30 min 32 s     | Moussa Aouanouk Algérie                                       | 1 h 30 min 36 s | Arezki Yahiaoui Algérie                                                     | 1 h 35 min 19 s |
| Saut en longueur | Ignisious Gaisah Ghana                                                    | 8,30 m              | Ndiss Kaba Badji Sénégal                                      | 7,92 m          | Khotso Mokoena Afrique du Sud                                               | 7,83 m          |
| Triple saut | Andrew Owusu Ghana                                                        | 16,41 m             | Khotso Mokoena Afrique du Sud                                 | 16,28 m         | Olivier Sanou Burkina Faso                                                  | 16,21 m         |
| Saut en hauteur | Kabelo Mmono Botswana                                                     | 2,15 m              | Jude Sidonie Seychelles                                       | 2,10 m          | Samson Idiata Nigeria                                                       | 2,10 m          |
| Saut à la perche | Béchir Zaghouani Tunisie                                                  | 5,20 m              | Fanie Jacobs Afrique du Sud                                   | 5,20 m          | Karim Sène Sénégal                                                          | 5,00 m          |
| Lancer du poids | Burger Lambrechts Afrique du Sud                                          | 18,87 m             | Chima Ugwu Nigeria                                            | 18,66 m         | Yasser Ibrahim Farag Égypte                                                 | 17,96 m         |
| Lancer du disque | Omar Ahmed El Ghazali Égypte                                              | 63,61 m             | Hannes Hopley Afrique du Sud                                  | 62,86 m         | Johannes van Wyk Afrique du Sud                                             | 62,43 m         |
| Lancer du marteau | Chris Harmse Afrique du Sud                                               | 75,17 m             | Saber Souid Tunisie                                           | 70,81 m         | Samir Haouam Algérie                                                        | 68,95 m         |
| Lancer du javelot | Gerhardus Pienaar Afrique du Sud                                          | 76,95 m             | Walid Abderrazak Mohamed Égypte                               | 73,79 m         | Brian Erasmus Afrique du Sud                                                | 72,94 m         |
| Décathlon | Mustafa Taha Hussein Égypte                                               | 7 400 points        | Lee Okoroafor Nigeria                                         | 7 240 points    | Rédouane Youcef Algérie                                                     | 7 119 points    |
| Records et Performances - AR : Record continental (area record) - CR : Record des championnats (championship record) - MR : Record du meeting (meet record) - NR : Record national (national record) - OR : Record olympique (olympic record) - PR : Record paralympique (paralympic record) - PB : Record personnel (personal best) - SB : Meilleure performance personnelle de la saison (season's best) - WL : Meilleure performance mondiale de l'année (world leader) - WJR : Record du monde junior (world junior record) - WR : Record du monde (world record) Circonstances et Conditions - DNF : N'a pas terminé (did not finish) - DNS : N'a pas pris le départ (did not start) - DQ : Disqualification (disqualification) - NM : Aucun essai valable enregistré (No Mark) - Q : Qualifié « directement » au prochain tour (ou à la prochaine compétition), lors d'une compétition majeure, grâce au classement ou à la réalisation des minima (automatic qualifier) - q : Qualifié au prochain tour (ou à la prochaine compétition), lors d'une compétition majeure, grâce au repêchage ou à la réalisation de l'une des meilleures performances parmi celles des « non qualifiés directement » (grâce au meilleur temps ou à la meilleure distance par exemple) (secondary qualifier) |                                                                           |                     |                                                               |                 |                                                                             |                 |

### Femmes
| Épreuves | Or                                                             | Or              | Argent                                                                          | Argent          | Bronze                                                           | Bronze          |
| --- | -------------------------------------------------------------- | --------------- | ------------------------------------------------------------------------------- | --------------- | ---------------------------------------------------------------- | --------------- |
| 100 m | Mary Onyali Nigeria                                            | 11 s 26         | Endurance Ojokolo Nigeria                                                       | 11 s 26         | Vida Anim Ghana                                                  | 11 s 29         |
| 200 m | Mary Onyali Nigeria                                            | 23 s 09         | Vida Anim Ghana                                                                 | 23 s 17         | Estie Wittstock Afrique du Sud                                   | 23 s 46         |
| 400 m | Fatou Bintou Fall Sénégal                                      | 51 s 38         | Doris Jacob Nigeria                                                             | 51 s 41         | Mireille Nguimgo Cameroun                                        | 51 s 59         |
| 800 m | Grace Ebor Nigeria                                             | 2 min 02 s 04   | Akosua Serwah Ghana                                                             | 2 min 02 s 40   | Lwiza John Tanzanie                                              | 2 min 02 s 85   |
| 1 500 m | Kutre Dulecha Éthiopie                                         | 4 min 21 s 63   | Jackline Maranga Kenya                                                          | 4 min 22 s 69   | Naomi Mugo Kenya                                                 | 4 min 24 s 33   |
| 5 000 m | Meseret Defar Éthiopie                                         | 16 min 42 s 0   | Dorcus Inzikuru Ouganda                                                         | 16 min 42 s 9   | Isabella Ochichi Kenya                                           | 16 min 43 s 4   |
| 10 000 m | Ejegayehu Dibaba Éthiopie                                      | 32 min 34 s 54  | Werknesh Kidane Éthiopie                                                        | 32 min 37 s 35  | Leah Malot Kenya                                                 | 32 min 56 s 43  |
| Marathon | Clarisse Rasoarizay Madagascar                                 | 2 h 46 min 58 s | Tadelesh Birra Éthiopie                                                         | 2 h 52 min 04 s | Leila Aman Éthiopie                                              | 2 h 55 min 07 s |
| 100 m haies | Angela Atede Nigeria                                           | 13 s 01         | Damaris Agbugba Nigeria                                                         | 13 s 06         | Christy Akinremi Nigeria                                         | 13 s 55         |
| 400 m haies | Omolade Akinremi Nigeria                                       | 56 s 98         | Kate Obilor Nigeria                                                             | 57 s 53         | Carole Kaboud Mebam Cameroun                                     | 58 s 28         |
| 4 × 100 m | Nigeria Emem Edem Endurance Ojokolo Chinedu Odozor Mary Onyali | 43 s 04         | Afrique du Sud Dikeledi Moropane Heide Seyerling Geraldine Pillay Kerryn Hulsen | 44 s 44         | Sénégal Aissatou Badji Fatou Bintou Fall Aminata Diouf Aida Diop | 45 s 42         |
| 4 × 400 m | Nigeria Bisi Afolabi Glory Nwosu Doris Jacob Rosemary Onochie  | 3 min 27 s 76   | Cameroun Hortense Bewouda Carole Kaboud Mireille Nguimgo Muriel Noah Ahanda     | 3 min 31 s 52   | non décernée                                                     |                 |
| 20 km marche | Estlé Viljoen Afrique du Sud                                   | 1 h 44 min 29 s | Amsale Yakobe Éthiopie                                                          | 1 h 47 min 42 s | Natalie Fourie Afrique du Sud                                    | 1 h 48 min 08 s |
| Saut en longueur | Esther Aghatise Nigeria                                        | 6,58 m          | Grace Umelo Nigeria                                                             | 6,56 m          | Chinedu Odozor Nigeria                                           | 6,52 m          |
| Triple saut | Kéné Ndoye Sénégal                                             | 14,23 m         | Salamatu Alimi Nigeria                                                          | 13,47 m         | Nkechinyere Mbaoma Nigeria                                       | 13,18 m         |
| Saut en hauteur | Nkeka Ukuh Nigeria                                             | 1,84 m          | Marizca Gertenbach Afrique du Sud                                               | 1,84 m          | Anika Smit Afrique du Sud                                        | 1,80 m          |
| Saut à la perche | Samantha Dodd Afrique du Sud                                   | 3,90 m          | Annelie van Wyk Afrique du Sud                                                  | 3,80 m          | Margaretha du Plessis Afrique du Sud                             | 3,50 m          |
| Lancer du poids | Vivian Chukwuemeka Nigeria                                     | 18,12 m         | Veronica Abrahamse Afrique du Sud                                               | 15,77 m         | Wafa Ismail El Baghdadi Égypte                                   | 15,32 m         |
| Lancer du disque | Elizna Naudé Afrique du Sud                                    | 57,44 m         | Vivian Chukwuemeka Nigeria                                                      | 54,83 m         | Alifatou Djibril Togo                                            | 54,79 m         |
| Lancer du marteau | Marwa Hussein Arafat Égypte                                    | 64,28 m         | Susan Adeoye Olufunke Nigeria                                                   | 58,86 m         | Vivian Chukwuemeka Nigeria                                       | 56,54 m         |
| Lancer du javelot | Aïda Sellam Tunisie                                            | 54,58 m         | Lindy Leveaux Seychelles                                                        | 53,23 m         | Sunette Viljoen Afrique du Sud                                   | 51,68 m         |
| Heptathlon | Margaret Simpson Ghana                                         | 6 152 points    | Justine Robbeson Afrique du Sud                                                 | 5 697 points    | Patience Okoro Nigeria                                           | 5 436 points    |
| Records et Performances - AR : Record continental (area record) - CR : Record des championnats (championship record) - MR : Record du meeting (meet record) - NR : Record national (national record) - OR : Record olympique (olympic record) - PR : Record paralympique (paralympic record) - PB : Record personnel (personal best) - SB : Meilleure performance personnelle de la saison (season's best) - WL : Meilleure performance mondiale de l'année (world leader) - WJR : Record du monde junior (world junior record) - WR : Record du monde (world record) Circonstances et Conditions - DNF : N'a pas terminé (did not finish) - DNS : N'a pas pris le départ (did not start) - DQ : Disqualification (disqualification) - NM : Aucun essai valable enregistré (No Mark) - Q : Qualifié « directement » au prochain tour (ou à la prochaine compétition), lors d'une compétition majeure, grâce au classement ou à la réalisation des minima (automatic qualifier) - q : Qualifié au prochain tour (ou à la prochaine compétition), lors d'une compétition majeure, grâce au repêchage ou à la réalisation de l'une des meilleures performances parmi celles des « non qualifiés directement » (grâce au meilleur temps ou à la meilleure distance par exemple) (secondary qualifier) |                                                                |                 |                                                                                 |                 |                                                                  |                 |

## Tableau des médailles
| Rang | Nation         | Or | Argent | Bronze | Total |
| ---- | -------------- | -- | ------ | ------ | ----- |
| 1    | Nigeria        | 13 | 14     | 6      | 33    |
| 2    | Afrique du Sud | 7  | 9      | 9      | 25    |
| 3    | Éthiopie       | 5  | 6      | 4      | 15    |
| 4    | Ghana          | 4  | 2      | 3      | 9     |
| 5    | Kenya          | 3  | 3      | 6      | 12    |
| 6    | Égypte         | 3  | 1      | 2      | 6     |
| 7    | Tunisie        | 3  | 1      | 1      | 5     |
| 8    | Sénégal        | 2  | 1      | 4      | 7     |
| 9    | Botswana       | 2  | 0      | 0      | 2     |
| 9    | Madagascar     | 2  | 0      | 0      | 2     |
| 11   | Tanzanie       | 1  | 0      | 1      | 2     |
| 12   | Seychelles     | 0  | 2      | 0      | 2     |
| 12   | Soudan         | 0  | 2      | 0      | 2     |
| 14   | Algérie        | 0  | 1      | 3      | 4     |
| 15   | Cameroun       | 0  | 1      | 2      | 3     |
| 16   | Namibie        | 0  | 1      | 0      | 1     |
| 16   | Ouganda        | 0  | 1      | 0      | 1     |
| 18   | Burkina Faso   | 0  | 0      | 1      | 1     |
| 18   | Togo           | 0  | 0      | 1      | 1     |
| 18   | Zimbabwe       | 0  | 0      | 1      | 1     |